# Faculdade de Ciências Biológicas JK
A Faculdade de Ciências Biológicas é uma faculdade particular brasileira, com sede em Taguatinga, no Distrito Federal.
A faculdade oferece os cursos de Licenciatura e Bacharelado em Ciências Biológicas. Atualmente tem como mantenedora a Anhanguera Educacional S.A. Com esta nova mantenedora, os cursos listados anteriormente fazem parte e são administrados pela Faculdade Anhanguera de Brasília.